# Pavel Halátek
Pavel Halátek (* 23. Januar 2004) ist ein tschechischer Leichtathlet, der sich auf den Dreisprung spezialisiert hat.

## Sportliche Laufbahn
Erste internationale Erfahrungen sammelte Pavel Halátek im Jahr 2023, als er bei den U20-Europameisterschaften in Jerusalem mit einer Weite von 15,34 m den siebten Platz im Dreisprung belegte. 2025 wurde er bei der 1. Liga der Team-Europameisterschaft in Madrid mit 15,39 m Zwölfter, ehe er bei den U23-Europameisterschaften in Bergen mit 15,47 m den achten Platz belegte.
2023 wurde Halátek tschechischer Meister im Dreisprung im Freien sowie 2023 und 2025 in der Halle.